# Ariel 2
O Ariel 2, também conhecido como UK-2 e UK-C, foi o segundo satélite do Programa Ariel operado pelo Reino Unido.
Foi construído pela NASA, lançado em 27 de março de 1964, por um foguete Scout X-3, a partir da Wallops Flight Facility.